# Ян из Стршеды
Ян IX из Стршеды (лат. Ioannes de Novoforo, Johannes Noviforensis (de Alta Muta), нем. Johannes von Neumarkt; около 1310, Високе-Мито — 24 декабря 1380, Модржице, Моравия) — чешско-немецкий священник, епископ Литомишльский и Оломоуцкий (1364—1387), писатель, гуманист, канцлер императора Священной Римской империи Карла IV.

## Биография

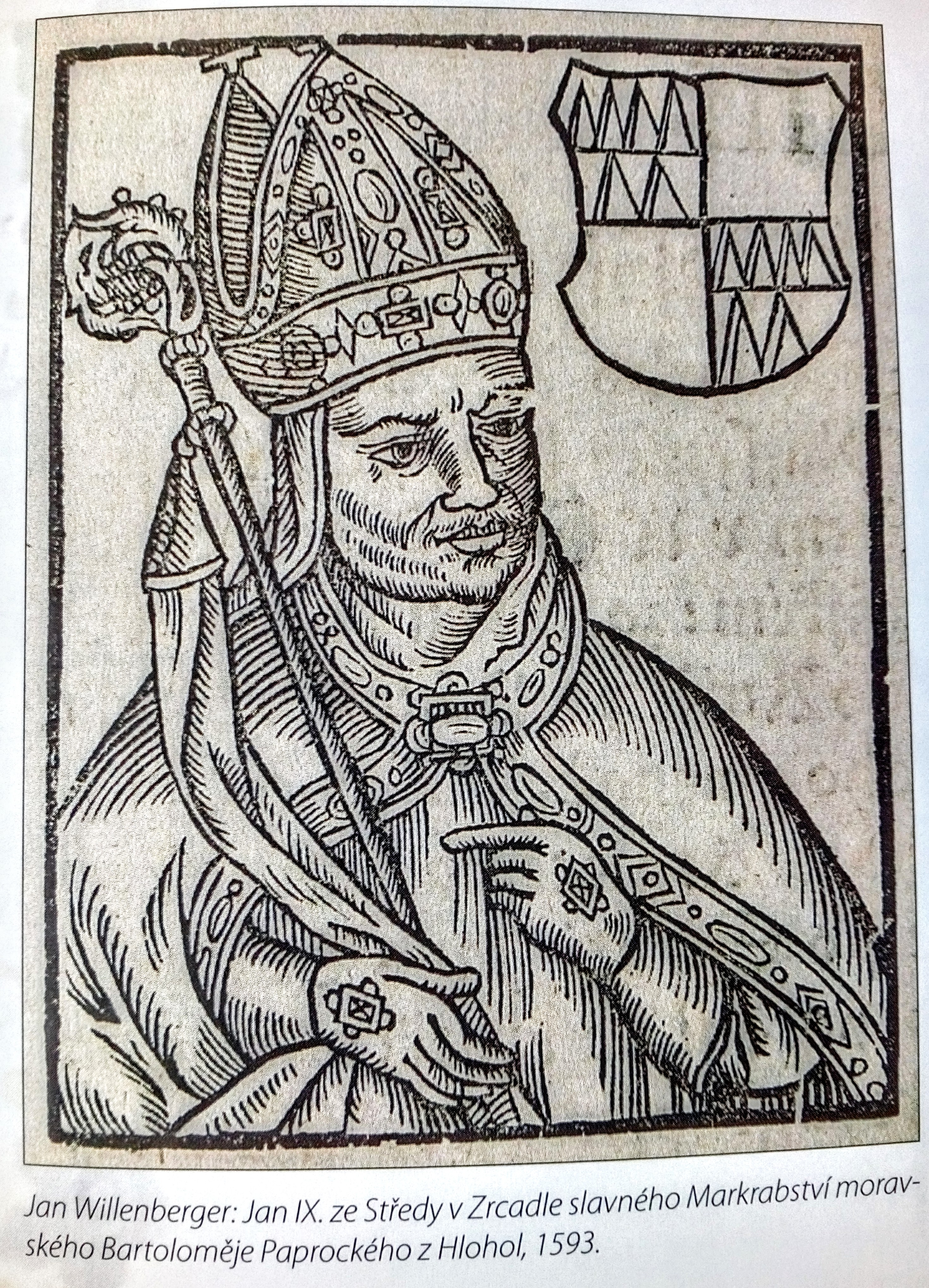
Портрет Яна IX из Стршеды

Родился в семье бюргеров. Его брат-цистерианец был вспомогательным епископом в епархиях Литомишля и Бреслау. Образование получил в Италии.
Впервые упоминается в 1340 году как нотариус князя Болеслава II Зембицкого.
Позже служил писарем у короля Чехии и Польши Иоганна Люксембургского. С октября 1347 года работал в кабинете императора Карла IV в качестве нотариуса. Благодаря своим способностям сделал быструю карьеру в имперском кабинете Карла IV: был придворным капелланом, секретарём, в 1351 году стал канцлером королевы Анны, второй жены Карла IV.
На протяжении многих лет (с 1357 по 1374) служил канцлером у императора Карла IV.
В 1352 - 1353 годах был епископом Наумбурга, 1353—1364 годах был епископом Литомишльским под именем Яна II, а затем епископом Оломоуцким (1364—1387) как Ян IX.
После смерти в 1376 г. Вроцлавского епископа Пшецлава из Погожеля император Карл IV и папа римский Григорий XI предложили избрать его на эту епархию. Однако жюри выбрало Феодора, которого утвердил антипапа Климент VII. На повторных выборах в 1380 году стал епископом-электом, но умер, не дождавшись одобрения папы Урбана VI.
Ян IX из Стршеды был государственным деятелем, писателем-гуманистом и поклонником наук. С 1350 года поддерживал контакты с итальянскими гуманистами (Петрарка, Кола ди Риенцо). Был горячим сторонником августинского образования в Богемии. Ему принадлежала богатая библиотека (Данте, Петрарка и др.). В своём литературном творчестве пытался следовать латинскому стилю (даже в официальных документах — Summa cancellarii) и способствовал созданию многих новых рукописей. Участвовал в создании латинско-чешского словаря, который по инициативе и с участием Карла IV и архиепископа Арношта из Пардубиц был подготовлен мастером Кларетом с помощниками и сохранился в описаниях XIV-го века. Автор традиционной религиозно-богословской литературы, многих молитв и писем (на латыни, немецком и чешском).

## Избранные произведения
На латыни
- Cancellaria Joannis Noviforensis episcopi Olomucensis
- Summa cancellariae Caroli IV
- Collectarius perpetuarum formarum
- Rubrica ecclesiae Olomucensis iuxta consuetudinem antiquam

На немецком языке
- Buch der Liebkosung
- Das Leben des heiligen Hieronymus